# Три пингвина (мультфильм)
«Три пингвина» — советский кукольный мультфильм, снятый на киностудии «Союзмультфильм» в 1961 году. По мотивам стихотворения Алексея Лаптева «Пик, Пак, Пок».

## Сюжет
Три пингвинёнка по имени Пик, Пак и Пок жили очень дружно под навесом большой, синей льдины в прозрачном домике. По утрам весёлая тройка друзей бодро выходила во двор, делала зарядку, умывалась капельками талой воды, что срывались из сосулек. А потом друзья-пингвины брали удочки, сачок, ведёрко и, напевая, шли к океану ловить рыбу. Что только не попадалось им на пути: порой приходилось подниматься на крутую гору, пересекать глубокие пропасти, иногда встречались такие спуски, что пингвинята катились кубарем, падали, ушибались, но вновь поднимались и шли дальше.
Возможно, они не преодолели бы всех препятствий, но у них на вооружении всегда была пословица «Сам погибай, а товарища выручай». По ней пингвинята жили и потому всегда помогали друг другу, утешали самих себя. После удачной рыбалки три товарища-пингвина поровну поделили улов, а потом сытно пообедали вкусной солёной рыбкой. И вот, однажды, вкусно покушав, друзья улеглись подремать под небольшой льдинкой, как вдруг заметили одну оставшуюся рыбку и пожадничали. Пингвинята поссорились и расстались навсегда.

## Съёмочная группа
| автор сценария            | Николай Эрдман                                          |
| режиссёр                  | Владимир Данилевич                                      |
| оператор                  | Иосиф Голомб                                            |
| художник-постановщик      | Анатолий Курицын                                        |
| композитор                | Револь Бунин                                            |
| звукооператор             | Георгий Мартынюк                                        |
| кукловоды-мультипликаторы | Лев Жданов, Н. Литвинова под руководством Романа Гурова |
| ассистент по монтажу      | Т. Теплякова                                            |
| редактор                  | Борис Воронов                                           |
| директор картины          | Натан Битман                                            |

- создатели приведены по титрам мультфильма.